# 李用敬
李用敬（1512年—1601年），字仲學，號雲坡，山東青州府益都縣人，民籍，明朝政治人物。

## 生平
嘉靖十六年（1537年）丁酉科山東鄉試第三十四名舉人。嘉靖二十年（1541年）中式辛丑科會試第一百二十名，登第三甲第一百三十四名進士。授山西壺關知縣，二十八年十一月选授工科給事中，二十九年七月奉命清查各监局食粮匠役拨赴工所，被内官监太监高忠从中阻碍而不得行。三十一年五月升工科右，巡视京营，奏上京营前后所造火器弓矢滥恶不堪及官匠侵欺縻费状。三十一年十二月奏开胶莱新河，三十二年三月升户科左給事中，三十三年六月升兵科都，论劾总督南京兵部尚书张经纵贼误国四事，不久张经取得平望王江泾大捷，李用敬等人上言让张经继续领兵剿倭，嘉靖皇帝大怒，將用敬等人廷杖五十，黜为民。穆宗即位后复除户科都給事中，隆庆元年（1567年）八月升太僕寺少卿，十一月升鸿胪寺卿，四年正月升通政使司右通政、提督誊黄，十一月升为光禄寺卿。后以母丧辞官，绝意仕途，年九十卒于家。萬曆三十年賜祭葬。

## 家族
曾祖李俊；祖父李瞻；父李鑑，母韓氏。具庆下。兄李用和（大理寺右寺副）。弟李用中。